# Китаянка (фільм, 1967)
«Китаянка» (фр. La Chinoise) — французький фільм-драма 1967 року, який поставив режисер Жан-Люк Годар. За сценарну основу стрічки було використано вільне прочитання роману Федора Достоєвського «Біси» (1872). На Венеційському кінофестивалі 1967 року фільм був відзначений Спеціальним призом журі.

## Сюжет
Дія фільму відбувається в Парижі 1967 року. У основі сюжету лежить життя студентського маоїстського осередку: китайська філософія і червоні цитатники. Усі герої хочуть змусити «маріонеткові університети» боротися з «буржуазним образом мислення», паралельно дають інтерв'ю знімальній групі і вдаються до використання театральної імпровізації. Герої «Китаянки» борються за зміну свого власного сприйняття світу і переконані, що основні ідеї Маркса і Мао вчать тонкого аналізу ситуації в чіткому зчепленні з об'єктивною реальністю, а не поштовху від власного суб'єктивного сприйняття.

## У ролях
| • Анна Вяземскі    | … | Веронік   |
| • Жан-П'єр Лео     | … | Гійом     |
| • Жюльєт Берто     | … | Івонн     |
| • Мішель Семеньяко | … | Анрі      |
| • Лекс Де Брейн    | … | Кирилов   |
| • Омар Діоп        | … | Омар      |
| • Френсіс Жансон   | … | Франсіс   |
| • Бландін Жансон   | … | Бландін   |
| • Елен Джованьйолі | … | його друг |

## Знімальна група
- Автор сценарію — Жан-Люк Годар
- Режисер-постановник — Жан-Люк Годар
- Оператор — Рауль Кутар
- Композитор — Карлгайнц Штокхаузен
- Монтаж — Дельфін Дефон, Аньєс Гіймо
- Художник по костюмах — Джитт Магріні
- Звук — Рене Левер

## Нагороди та номінації
| Список нагород та номінацій            | Список нагород та номінацій | Список нагород та номінацій | Список нагород та номінацій | Список нагород та номінацій | Список нагород та номінацій |
| Кінофестиваль/Кінопремія               | Рік                         | Категорія                   | Номінант(и)                 | Результат                   |                             |
| -------------------------------------- | --------------------------- | --------------------------- | --------------------------- | --------------------------- | --------------------------- |
| Венеційський міжнародний кінофестиваль | 1967                        | Золотий лев                 | Китаянка                    | Номінація                   |                             |
| Венеційський міжнародний кінофестиваль | 1967                        | Спеціальний приз журі       | Китаянка                    | Перемога                    |                             |

## Додаткові факти
- Знімання фільму відбувалося у Нантеррі і Парижі.

- Період роботи Жана-Люка Годара над фільмом був відтворений режисером Мішелем Азанавічусом у фільмі 2017 року «Молодий Годар» з Луї Гаррелем в ролі Годара.